# Anarchisme en Uruguay
L'anarchisme en Uruguay a eu une importance majeure dans l'organisation du mouvement ouvrier. L'histoire de ce mouvement libertaire est étroitement lié à des problématiques de circulations internationales : les immigrations de travailleurs espagnols et italiens notamment ont eu une influence majeure dans son développement, mais les relations entre mouvements révolutionnaires à travers l'Amérique latine, et notamment avec l'Argentine et le Brésil, ont eu une importance tout aussi significative.

## Histoire
En 1875, une Fédération régionale de la République orientale d'Uruguay est fondée à Montevideo (elle est aussi connue comme la Fédération de Montevideo) à l'initiative d'exilés français réfugiés de la Commune de 1871 et de révolutionnaires espagnols exilés à la suite de l'échec de la révolution cantonaliste (1873-1874). C'est l'ouvrier typographe et ancien communard Renaud qui en rédige les statuts. Influencée par les thèses bakouniennes, la Fédération de Montevideo adhère à l'Internationale antiautoritaire, officiellement cette adhésion est reçue lors de la première séance du Congrès de Verviers, le 6 septembre 1877, mais elle participe déjà depuis plus d'un an à une correspondance assidue avec l'Internationale. L'Internationale anti-autoritaire est alors en déliquescence, mais la Fédération de Montevideo parvient localement à organiser plusieurs centaines de prolétaires en créant des associations par métier.
Des années 1880 aux premières années du XXe siècle, le mouvement anarchiste uruguayen se développe grâce à une multitude de groupes affinitaires et de journaux éphémères. Si l'absence d'une organisation large ne permet pas de fédérer le mouvement libertaire, la multiplication des initiatives propagandistes, éducatives, culturelles et politiques permet la pénétration des idées au sein de la société uruguayenne, particulièrement dans les quartiers où se concentrent le prolétariat.
Dans les premières années du XXe siècle, le prolétariat uruguayen renforce son organisation en fondant des Sociétés de Résistances par métier. Ce mouvement débouche, en 1905, sur la fondation de la Fédération ouvrière régionale uruguayenne (ou FORU) à l'imitation de la FORA argentine dont des délégués sont présents lors du congrès fondateur de la FORU. Cette organisation de type syndicale domine alors le mouvement ouvrier uruguayen jusque dans les années 1920, elle est pénétrée des idées et des pratiques anarchistes. L'initiative de cette fondation vient de la Fédération des travailleurs du port  de Montevideo qui regroupe alors les syndicats et sociétés de résistance de nombreux métiers liés à l'activité portuaire, c'est un prolétariat déjà organisé et conscient de son rôle central dans l'économie du pays, il est par ailleurs en lien avec d'autres foyers d'organisations ouvrières et révolutionnaires.
De 1905 à 1923, la FORU est le syndicat unique des travailleurs. La Révolution russe et ses conséquences ont en Uruguay, comme dans les mouvements ouvriers de tous les pays, des conséquences internes qui se répercutent à l'intérieur des organisations locales. La crise provoquée par cette question mène à la scission de 1923, qui met fin à une vingtaine d'années d'unité organisationnelle du prolétariat. En 1923 est donc fondée l'Union syndicale uruguayenne (USU) d'inspiration « anarcho-syndicaliste » à l'initiative de la Fédération ouvrière maritime. L'USU s'oppose à la FORU sur la question du soutien à la révolution russe, y compris après la mainmise bolchevique. Cette centrale regroupe des anarchistes mais aussi des militants du Parti Communiste récemment créé (cependant ceux-ci rompent en 1927 pour fonder le Bloc d’unité ouvrière purement bolchevique qui devient Confédération générale du travail, CGT, en 1929).